# Campeonato Paulista Série A3
Il Campeonato Paulista Série A3 è il terzo livello nella gerarchia dei Campionato Paulista, il campionato di calcio dello Stato di San Paolo, in Brasile.
Vi partecipano 16 squadre. Le prime otto classificate disputano i play-off per la promozione e le due finaliste sono promosse in Série A2, mentre le ultime due retrocedono direttamente in Série A4.

## Storia
Il torneo fu disputato per la prima volta a livello professionistico nel 1953, mentre tra i dilettanti si era già giocato tra il 1919 e il 1933. Nel 1994 ha ricevuto la denominazione di Série A3, dopo aver adottato, nel corso degli anni, vari nomi, tra cui Terceira Divisão.

## Stagione 2025
- Bandeirante-SP (Birigui)
- Catanduva (Catanduva)
- Comercial-SP (Ribeirão Preto)
- Desportivo Brasil (Porto Feliz)
- EC São Bernardo (São Bernardo do Campo)
- Francana (Franca)
- Itapirense (Itapira)
- Lemense (Leme)
- Marília (Marília)
- Monte Azul (Monte Azul Paulista)
- Rio Branco-SP (Americana)
- Rio Preto (São José do Rio Preto)
- Sertãozinho (Sertãozinho)
- União Suzano (Suzano)
- União São João (Araras)
- XV de Jaú (Jaú)

## Albo d'oro

### Era amatoriale
- 1919 - Clube Atlético Independência
- 1920 - Associação Athlética Estrela de Ouro
- 1921 - Spartacus Football Club
- 1922 - Associação Athletica São Geraldo
- 1923 - Flor do Belém Football Club
- 1924 - Associação Atlética República
- 1925 - Associação Athlética Estrela de Ouro
- 1926 - Associação Athletica Scarpa
- 1927 - sconosciuto - APEA
- 1927 - sconosciuto - LAF
- 1928 - Associação Athlética Estrela de Ouro - APEA
- 1929 - sconosciuto - APEA
- 1929 - sconosciuto - LAF
- 1930 - sconosciuto
- 1931 - sconosciuto
- 1932 - Clube Atlético Parque da Moóca
- 1933 - Jardim América Futebol Clube

### Era professionistica
- 1953 - non deciso
- 1954 - CA Ituano (Itu)
- 1955 - CA Ituano (Itu)
- 1956 - Tanabi (Tanabi)
- 1957 - Expresso São Carlos (São Carlos)
- 1958 - Nevense (Neves Paulista)
- 1959 - Irmãos Romano (São Bernardo do Campo)
- 1960 - Prudentina (Presidente Prudente)
- 1961 - Estrada de Ferro Sorocabana (Sorocaba)
- 1962 - Santacruzense (Santa Cruz do Rio Pardo)
- 1963 - Rio Preto (São José do Rio Preto)
- 1964 - Taquaritinga (Taquaritinga)
- 1965 - São José (São José dos Campos)
- 1966 - Inter de Limeira (Limeira) e Ituveravense (Ituverava)
- 1967 - União Barbarense (Santa Bárbara d'Oeste)
- 1968 - Vasco da Gama (Americana)
- 1969 - Garça (Garça)
- 1970 - EC Rio Branco (Ibitinga)
- 1971 - Sertãozinho (Sertãozinho)
- 1972 - José Bonifácio (José Bonifácio)
- 1973 - Independente (Limeira)
- 1974 - Guarani (Adamantina)
- 1975 - non deciso
- 1976 - Guairense (Guaíra)
- 1977 - Linense (Lins)
- 1978 - AA Votuporanguense (Votuporanga)
- 1979 - Palmeiras (São João da Boa Vista)
- 1980 - EC Lemense (Leme)
- 1981 - Cruzeiro (Cruzeiro)
- 1982 - Barra Bonita (Barra Bonita)
- 1983 - Lençoense (Lençóis Paulista)
- 1984 - Capivariano (Capivari)
- 1985 - Mauaense (Mauá)
- 1986 - Descalvadense (Descalvado)
- 1987 - Palmital (Palmital)
- 1988 - Jacareí (Jacareí)
- 1989 - Sãocarlense (São Carlos)
- 1990 - Jaboticabal (Jaboticabal)
- 1991 - São Caetano (São Caetano do Sul)
- 1992 - Oeste (Itápolis)
- 1993 - Jabaquara (Santos)
- 1994 - Nacional (San Paolo)
- 1995 - Noroeste (Bauru)
- 1996 - Matonense (Matão)
- 1997 - Mirassol (Mirassol)
- 1998 - São Caetano (São Caetano do Sul)
- 1999 - Rio Preto (São José do Rio Preto)
- 2000 - Olímpia (Olímpia) e Nacional (San Paolo)
- 2001 - São Bento (Sorocaba)
- 2002 - Oeste (Itápolis)
- 2003 - Taubaté (Taubaté)
- 2004 - Sertãozinho (Sertãozinho)
- 2005 - Grêmio Barueri (Barueri)
- 2006 - Botafogo (Ribeirão Preto)
- 2007 - Olímpia (Olímpia)
- 2008 - Flamengo (Guarulhos)
- 2009 - Votoraty (Votorantim)
- 2010 - Red Bull Brasil (Campinas)
- 2011 - Penapolense (Penápolis)
- 2012 - Rio Branco EC (Americana)
- 2013 - São Bento (Sorocaba)
- 2014 - Novorizontino (Novo Horizonte)
- 2015 - Taubaté (Taubaté)
- 2016 - Sertãozinho (Sertãozinho)
- 2017 - Nacional (San Paolo)
- 2018 - Atibaia (Atibaia)
- 2019 - Audax (Osasco)
- 2020 - Velo Clube (Rio Claro)
- 2021 - Linense (Lins)
- 2022 - Noroeste (Bauru)
- 2023 - Capivariano (Capivari)
- 2024 - Votuporanguense (Votuporanga)
- 2025 - Sertãozinho (Sertãozinho)

- Il Clube Atlético Ituano non è l'attuale Ituano Futebol Clube.
- L'Esporte Clube Vasco da Gama è attualmente noto come Rio Branco Esporte Clube.
- L'Expresso São Carlos Esporte Clube vinse il campionato, ma decise di non partecipare alla Série A2 dell'anno successivo, e fallì.